# Argyrophis giadinhensis
Espèce
Synonymes
- Typhlops giadinhensis Bourret, 1937
- Asiatyphlops giadinhensis (Bourret, 1937)

Argyrophis giadinhensis est une espèce de serpents de la famille des Typhlopidae. 

## Répartition
Cette espèce est endémique du Viêt Nam.

## Étymologie
Son nom d'espèce, composé de giadinh et du suffixe latin -ensis, « qui vit dans, qui habite », lui a été donné en référence au lieu de sa découverte, Gia Định, ancien nom de Hô-Chi-Minh-Ville et de sa province.

## Publication originale
- Bourret, 1937 : Notes herpétologiques sur l’Indochine française. XV. Lézards et serpents reçu au laboratoire des Sciences Naturelles de l’Université au cours de l’année 1937. Descriptions de deux espèces et de deux variétés nouvelles. Bulletin Général de l’Instruction Publique 5. Gouvernement Général de l’Indochine, p. 57-82.